# Plzeň-Orlík (železniční zastávka)
Plzeň-Orlík je železniční zastávka, která se nachází při nejsevernějším okraji města Plzně na železniční trati Plzeň–Žatec. Její původní název do 9. 12. 2012  zněl Třemošná u Plzně zastávka a odkazoval na bezprostřední blízkost města Třemošná. Katastrálně však tato oblast náleží již Plzni. Navíc v minulosti již název Orlík tato zastávka nesla. Její obslužný význam je především pro dva přilehlé průmyslové podniky, neboť je situována do lesního prostoru a od nejbližší obydlené části Třemošné je vzdálena téměř 1 kilometr. Vlastní zastávka na trati vznikla později než trať samotná, neboť ještě v jízdním řádu 1918/1919 uvedena není.

## Navazující doprava
150 metrů jihozápadně se nachází konečná zastávka Orlík autobusu číslo 34.

Bezprostředně u železniční zastávky se nachází rozcestník turistických tras Třemošná – zast. žst. (PS138):
- → Senec
- → Záluží
- → Plzeň-Doubravka
- → Krkavec-rozhledna
- → Plzeň-Bolevec
- → Senec